# Sachsen-Anhalt
Sachsen-Anhalt er en delstat i Tyskland. Hovedstad er Magdeburg. Arealet er 20.447 km² og indbyggertallet i de to Bezirke omtrent på det nuværende område per 31. december 1989 var 3.026.000, primo 1990 ca. 2.965.000 og 3. oktober 1990, dagen for Tysklands genforening, 2.873.957, et fald på 152.043, eller 5,024% siden 1989. Delstaten blev, som alle de østtyske delstater, dog først oprettet og trådte i fuld funktion 3. oktober 1990 på dagen for den tyske genforening. Fra 1990 til 1992 grænsede den op til Mecklenburg-Vorpommern. I DDR blev delstaterne, heriblandt Sachsen-Anhalt, som var blevet oprettet 21. juli 1947, nedlagt i 1952, og fra 1952-1990 fandtes de administrative enheder Bezirk Halle i syd og Bezirk Magdeburg i nord som afløser for Sachsen-Anhalt. Indbyggertal 31. december 2024: 2.135.597.

## Geografi
I nord er Sachsen-Anhalt præget af lavland. Her i Altmark ligger gamle Hansestæder som Salzwedel, Gardelegen, Stendal og Tangermünde. Overgangen fra Altmark til regionen Elbe-Börde-Heide med det frugtbare, skovfattige Magdeburger Börde udgøres af  Colbitz-Letzlinger Heide og Drömling. I Magdeburger Börde ligger byerne Haldensleben, Oschersleben (Bode), Wanzleben, Schönebeck (Elbe), Aschersleben og Magdeburg, regionen har navn efter. I sydvest ligger Unterharz med Harzvorland Mansfelder Land og byer som Halberstadt, Quedlinburg, Wernigerode, Thale eller Eisleben. Ved grænsen til Sachsen ligger industriområdet Halle (Saale)/Merseburg/Bitterfeld-Wolfen (også kaldt „Chemiedreieck“), der når helt over til Leipzig i Sachsen. Halle (Saale) er den største by i Sachsen-Anhalt. 
Ved floderne  Saale og Unstrut i den sydlige del af delstaten med vindistriktet Saale-Unstrut, ligger byerne Zeitz, Naumburg (Saale), Weißenfels og Freyburg (Unstrut). Mod øst ligger regionen Anhalt-Wittenberg med den tredjestørste by i delstaten, den gamle anhaltiske residensby Dessau-Roßlau, Lutherstadt Wittenberg og et hjørne af  landskabet Fläming.

### Landskabsregioner
- Altmark
- Anhalt-Wittenberg
- Chemiedreieck
- Elbe-Börde-Heide
- Harzen
- Mansfelder Land
- Ostfalen
- Saale-Unstrut-Region

### Landskaber
- Elbeniederung med 
  - Biosphärenreservat Mittelelbe
  - Dessau-Wörlitzer Gartenreich
- Altmark mit
  - Colbitz-Letzlinger Heide
  - Drömling
- Magdeburger Börde
- Nördliches Harzvorland mit
  - Großer Fallstein
  - Hake
  - Huy
  - Großes Bruch
- Harzen / Nationalpark Harz
- Fläming / Naturpark Fläming
- Naturpark Dübener Heide
- Saale-Unstrut-Triasland mit
  - Querfurter Platte
  - Goldene Aue
  - Kyffhäuser
  - Hohe Schnecke

### Bjerge
De største Mittelgebirge i Sachsen-Anhalt er Harzen, hvor også det højeste punkt i Sachsen-Anhalt og Nordtyskland ligger, det  1.141,1 meter høje Brocken.

### Floder og søer

#### Floder
| - Elben (1.166 km) - Saale (413 km) - Havel (325 km) - Mulde (124 km, med Zwickauer Mulde 290 km) - Aller (263 km) - Weiße Elster (257 km) - Unstrut (192 km) - Schwarze Elster (188 km) - Bode (140 km, med Rappbode 169 km) | - Ohre (110 km) - Milde/Biese/Aland (97 km) - Wipper (Harz) (85 km) - Jeetze (73 km, in Niedersachsen Jeetzel ) - Helme (65 km) - Fuhne (59 km) - Großer Graben/Schiffgraben (46 km) - Ilse (40km) - Tanger (33 km) |

#### Søer
Goitzsche (2500 ha), Geiseltalsee (1840 ha), Arendsee (511,5 ha), Süßer See (238 ha), Barleber See (100 ha), Neustädter See (Magdeburg) (ca. 100 ha), Kühnauer See (37,6 ha)

#### Dæmninger
Muldestausee, Rappbode-Talsperre, Talsperre Kelbra, Wippertalsperre

## Folkerigeste kommuner
|     | By                     | Landkreis              | Indbyggere 31. december 2000 | Indbyggere 31. december 2006 |
| --- | ---------------------- | ---------------------- | ---------------------------- | ---------------------------- |
| 1.  | Halle (Saale)          | kreisfri               | 247.736                      | 235.720                      |
| 2.  | Magdeburg              | kreisfri               | 231.450                      | 229.826                      |
| 3.  | Dessau-Roßlau          | kreisfri               | 98.563                       | 91.324                       |
| 4.  | Bitterfeld-Wolfen      | Anhalt-Bitterfeld      | 54.307                       | 47.777                       |
| 5.  | Lutherstadt Wittenberg | Wittenberg             | 48.972                       | 46.133                       |
| 6.  | Halberstadt            | Harz                   | 41.417                       | 39.318                       |
| 7.  | Stendal                | Stendal                | 39.795                       | 36.761                       |
| 8.  | Merseburg              | Saalekreis             | 37.127                       | 34.411                       |
| 9.  | Wernigerode            | Harz                   | 35.013                       | 33.871                       |
| 10. | Schönebeck (Elbe)      | Salzlandkreis          | 36.397                       | 33.290                       |
| 11. | Bernburg (Saale)       | Salzlandkreis          | 33.825                       | 31.329                       |
| 12. | Sangerhausen           | Mansfeld-Südharz       | 25.399                       | 30.123                       |
| 13. | Weißenfels             | Burgenlandkreis        | 31.946                       | 29.669                       |
| 14. | Köthen (Anhalt)        | Anhalt-Bitterfeld      | 30.360                       | 29.667                       |
| 15. | Naumburg (Saale)       | Burgenlandkreis        | 30.399                       | 29.359                       |
| 16. | Zeitz                  | Burgenlandkreis        | 32.227                       | 28.117                       |
| 17. | Aschersleben           | Salzlandkreis          | 27.312                       | 25.791                       |
| 18. | Burg                   | Jerichower Land        | 22.951                       | 24.364                       |
| 19. | Lutherstadt Eisleben   | Mansfeld-Südharz       | 21.062                       | 23.789                       |
| 22. | Staßfurt               | Salzlandkreis          | 20.681                       | 22.758                       |
| 23. | Quedlinburg            | Harz                   | 24.114                       | 22.185                       |
| 24. | Salzwedel              | Altmarkkreis Salzwedel | 20.349                       | 20.777                       |

Kilde: Statistisches Landesamt Sachsen-Anhalt

## Administrativ opdeling
Sachsen-Anhalt er inddelt i elleve  Landkreise og tre kreisfrie kommuner. Man er nået frem til denne struktur efter to kreisreformer, den første   1. juli 1994, hvor 37 tidligere landkreise  blev til 21, og dette antal blev  1. juli 2007 reduceret til de nuværende  11.
Landkreise:

Anhalt-Bitterfeld (ABI)
Burgenlandkreis (BLK)
Börde (BÖ/BK)
Harz (HZ)
Jerichower Land (JL)
Mansfeld-Südharz (MSH)
Saalekreis (SK)
Salzlandkreis (SLK)
Altmarkkreis Salzwedel (SAW)
Stendal (SDL)
Wittenberg (WB)
Kreisfrie kommuner:

1. Magdeburg (MD)
2. Dessau-Roßlau (DE)
3. Halle (Saale) (HAL)

Der er 218 kommuner, hvoraf tre  kreisfrie (1. juni 2017). De fleste kommuner samarbejder i forskellige forvaltningsforbund.
Indtil  2003 var der i Sachsen-Anhalt også tre regierungsbezirke,  Dessau, Halle og Magdeburg. Disse blev ophævet  1. januar 2004, og deres arbejde overdraget et regeringspræsidium for hele delstaten kaldet Landesverwaltungsamt Sachsen-Anhalt med sæde i Halle (Saale) og afdelinger i  Dessau og Magdeburg.